# بوزيدار كراييف
بوزيدار كراييف (بالبلغارية: Божидар Краев)‏ (23 يونيو 1997 ببلغاريا - ) هو لاعب كرة قدم بلغاري في مركز الوسط. لعب مع ليفسكي صوفيا.

## روابط خارجية
- بوزيدار كراييف على موقع الاتحاد الأوربي (الإنجليزية)
- بوزيدار كراييف على موقع قاعدة بيانات كرة القدم.إي يو (الإنجليزية)
- بوزيدار كراييف على موقع ناشيونال فوتبول تيمز (الإنجليزية)
- بوزيدار كراييف على موقع Soccerway.com (الإنجليزية)
- بوزيدار كراييف على موقع عالم كرة القدم.نت (الإنجليزية)